# O16 (潜水艦)
| アルクマールにおけるO16 |                                                           |
| 艦歴                    |                                                           |
| 起工                    | 1933年12月28日                                            |
| 進水                    | 1936年1月27日                                             |
| 就役                    | 1936年10月2日                                             |
| 戦没                    | 1941年12月15日                                            |
| 除籍                    |                                                           |
| 前級                    | O12級                                                     |
| 次級                    | O19級                                                     |
| 性能諸元                |                                                           |
| 排水量                  | 984 t（基準）、1,194 t（水中）                            |
| 全長                    | 76.5 m                                                    |
| 全幅                    | 6.6 m                                                     |
| 吃水                    | 4.0 m                                                     |
| 機関                    | ディーゼルエンジン1,600 hp 2基 モーター460hp 2基、2軸推進 |
| 速力                    | 18 kt（水上）、9 kt（水中）                               |
| 航続距離                |                                                           |
| 乗員                    | 42 名                                                     |
| 兵装                    | 533 mm魚雷発射管 8門 88 mm砲 1門 40mm機関砲 2門           |

O16 (Hr. Ms. O 16) はオランダ海軍の潜水艦。

## 艦歴
1939年にオランダ領東インドに配備され、オランダからスエズ運河を経由してオランダ領東インドまで移動。
1941年12月初め、シンガポールへ移動。12月6日、シンガポールから南シナ海へ出撃。12月12日夜、パタニ沖で日本船団を攻撃し「東山丸」、「金華山丸」、「阿蘇山丸」を大破させた。
12月13日、「O16」はシンガポールへの帰途についた。12月15日、チオマン島付近で触雷し沈没。41名が死亡し、生存者は一人だけであった。「O16」が触雷して瞬時に沈没した際、艦長のA・J・ブッセマーカー少佐など6名以外は艦と共に沈み、ブッセマーカーもすぐに死亡。さらに、泳いで陸地へ向かう途中で3名が行方知れずとなり1名が死亡。操舵員のコルネリス・ウルフのみが陸地にたどり着いて助かった。O16が触雷した場所は12月7日に日本の特設敷設艦辰宮丸が機雷を敷設した海域であった。